# Grzybica woszczynowa

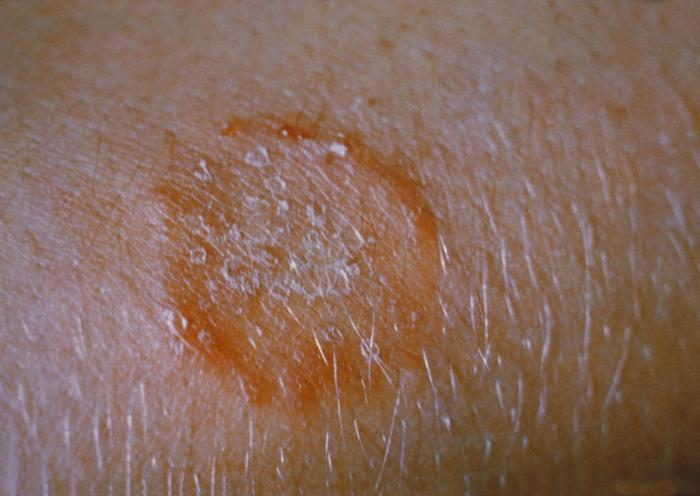
Grzybica woszczynowa na ręce

Grzybica woszczynowa, strupień woszczynowy, dawniej parch (łac. tinea favosa capitis) – jedna z odmian grzybicy głowy, znacznie różniąca się wyglądem od pozostałych.

## Etiologia
Grzybicę woszczynową wywołują przede wszystkim dermatofity z gatunków: Trichophyton schoenleinii, Trichophyton mentagrophytes, Microsporum gypseum.

## Objawy i przebieg
Może występować na skórze gładkiej, lecz przeważnie zajmuje owłosioną skórę głowy. Jej charakterystycznym wykwitem jest okrągła, szarawożółta tarczka (scutulum), w środkowej części lekko wklęśnięta, silnie przylegająca do skóry, średnicy 1–2 cm, będąca w istocie strupem zawierającym nitki kolonii grzyba; włosy w obrębie zmian stają się szare, matowe, szorstkie, pokręcone, łatwo się łamią i tracą elastyczność. Infekcji towarzyszy cuchnący zapach. Tarczki tworzą na coraz większej powierzchni grube złogi, pod którymi przy dłuższym stadium choroby, powstają gładkie, lśniące blizny, całkowicie pozbawione włosów. Obok odmiany typowej (favus follicularis) istnieją też beztarczkowe odmiany choroby: łupieżopodobna (favus pityroides) i łuszczycopodobna (favus impetigoides). Zakażone włosy świecą matowozielono w świetle lampy Wooda. Obecnie w Polsce ta odmiana grzybicy jest rzadkością, nadal jest rozpowszechniona np. w krajach afrykańskich.